# Campeonato Mundial de Esqui Estilo Livre de 2015
O Campeonato Mundial de Esqui Estilo Livre de 2015 foi a 15º edição do Campeonato Mundial de Esqui Estilo Livre, organizado pela Federação Internacional de Esqui (FIS). A competição foi disputada entre os dias 15 a  25 de janeiro de 2015, em Kreischberg na Áustria.  Paralelamente foi realizado o  XI Campeonato Mundial de  Snowboard.

## Resultados

### Masculino
| Evento               | Ouro                         | Ouro   | Prata                           | Prata  | Bronze                         | Bronze |
| Ski Cross detalhes   | Filip Flisar · Eslovênia     |        | Jean-Frédéric Chapuis · França  |        | Victor Öhling Norberg · Suécia |        |
| Aerials detalhes     | Qi Guangpu · China           | 139.50 | Alex Bowen · Estados Unidos     | 121.27 | Maxim Gustik · Bielorrússia    | 119.91 |
| Moguls detalhes      | Anthony Benna · França       | 86.89  | Mikaël Kingsbury · Canadá       | 86.54  | Alexandr Smyshlyaev · Rússia   | 85.68  |
| Dual Moguls detalhes | Mikaël Kingsbury · Canadá    |        | Philippe Marquis · Canadá       |        | Marc-Antoine Gagnon · Canadá   |        |
| Halfpipe detalhes    | Kyle Smaine · Estados Unidos | 88.00  | Joffrey Pollet-Villard · França | 86.60  | Yannic Lerjen · Suíça          | 82.40  |
| Slopestyle detalhes  | Fabian Bösch · Suíça         | 92.60  | Russell Henshaw · Austrália     | 91.80  | Noah Wallace · Estados Unidos  | 82.40  |

### Feminino
| Evento               | Ouro                             | Ouro  | Prata                            | Prata | Bronze                        | Bronze |
| Ski Cross detalhes   | Andrea Limbacher · Áustria       |       | Ophélie David · França           |       | Fanny Smith · Suíça           |        |
| Aerials detalhes     | Laura Peel · Austrália           | 88.47 | Kiley McKinnon · Estados Unidos  | 88.12 | Xu Mengtao · China            | 86.84  |
| Moguls detalhes      | Justine Dufour-Lapointe · Canadá | 87.25 | Hannah Kearney · Estados Unidos  | 85.66 | Britteny Cox · Austrália      | 81.98  |
| Dual Moguls detalhes | Hannah Kearney · Estados Unidos  |       | Justine Dufour-Lapointe · Canadá |       | Yulia Galysheva · Cazaquistão |        |
| Halfpipe detalhes    | Virginie Faivre · Suíça          | 83.80 | Cassie Sharpe · Canadá           | 81.00 | Mirjam Jäger · Suíça          | 79.80  |
| Slopestyle detalhes  | Lisa Zimmermann · Alemanha       | 85.80 | Katie Summerhayes · Grã-Bretanha | 82.80 | Zuzana Stromkova · Eslováquia | 77.60  |

## Quadro de medalhas
| Ordem | País           | Medalha de ouro | Medalha de prata | Medalha de bronze |    |
| ----- | -------------- | --------------- | ---------------- | ----------------- | -- |
| 1     | Canadá         | 2               | 4                | 1                 | 7  |
| 2     | Estados Unidos | 2               | 3                | 1                 | 6  |
| 3     | Suíça          | 2               | 0                | 3                 | 5  |
| 4     | França         | 1               | 3                | 0                 | 4  |
| 5     | Austrália      | 1               | 1                | 1                 | 3  |
| 6     | China          | 1               | 0                | 1                 | 2  |
| 7     | Alemanha       | 1               | 0                | 0                 | 1  |
| 7     | Áustria        | 1               | 0                | 0                 | 1  |
| 7     | Eslovênia      | 1               | 0                | 0                 | 1  |
| 10    | Reino Unido    | 0               | 1                | 0                 | 1  |
| 11    | Bielorrússia   | 0               | 0                | 1                 | 1  |
| 11    | Eslováquia     | 0               | 0                | 1                 | 1  |
| 11    | Cazaquistão    | 0               | 0                | 1                 | 1  |
| 11    | Rússia         | 0               | 0                | 1                 | 1  |
| 11    | Suécia         | 0               | 0                | 1                 | 1  |
|       | TOTAL          | 12              | 12               | 12                | 36 |